# Gabriel Décamps
Gabriel Décamps (* 7. August 1999 in São Paulo) ist ein brasilianischer Tennisspieler.

## Karriere
Décamps spielte bis 2017 auf der ITF Junior Tour. Dort konnte er mit Rang 17 seine höchste Notierung in der Jugend-Rangliste erreichen. Bei den Grand-Slam-Turnieren schied er jeweils spätestens in der zweiten Runde aus.
Bei den Profis spielte Décamps ab 2017 regelmäßig und zunächst auf der ITF Future Tour. Bereits 2016 bei seinem ersten Doppelturnier konnte er das Finale erreichen. Bis Mitte 2018 schaffte er sich in Konkurrenzen in der Weltrangliste zu platzieren, aber jenseits der Top 1000. Von 2018 bis 2021 absolvierte Décamps ein Studium an der University of Central Florida, wo er auch College Tennis spielte.
2021 kam er auf die Profitour zurück und spielte sich auf Anhieb in zwei Future-Finals im Doppel. Im Einzel zeigte er sich deutlich verbessert und schaffte dreimal den Sprung in ein Endspiel, von denen er eines zum ersten Titel nutzte. Größter Erfolg des Jahres war darüber hinaus der Einzug ins Halbfinale bei Challenger in Rio. Es war erst das zweite Turnier der Kategorie für ihn und er knackte damit die Top 500. Das nächste gute Ergebnis kam in Bangalore 2022, wo er das Viertelfinale erreichte, das ihn auf sein Rekordhoch von Platz 366 im Einzel brachte. Im Doppel gewann Décamps im Mai an der Seite von Antoine Bellier in Shymkent den ersten Challengertitel, womit er im Doppel auf Platz 510 stieg, sein Karrierehoch.

## Erfolge
| Legende (Anzahl der Siege) |
| Grand Slam                 |
| ATP Finals                 |
| ATP Tour Masters 1000      |
| ATP Tour 500               |
| ATP Tour 250               |
| ATP Challenger Tour (1)    |

### Doppel

#### Turniersiege
| Nr. | Datum        | Turnier   | Belag | Partner         | Finalgegner                      | Ergebnis  |
| --- | ------------ | --------- | ----- | --------------- | -------------------------------- | --------- |
| 1.  | 14. Mai 2022 | Schymkent | Sand  | Antoine Bellier | Sebastian Fanselow Kaichi Uchida | 7:63, 6:3 |